# Wushanomys
Wushanomys is een geslacht van uitgestorven knaagdieren uit de onderfamilie muizen en ratten van de Oude Wereld (Murinae) dat bekend is van het Pleistoceen van Sichuan. Van dit geslacht zijn een kapotte schedel, een paar kaken en wat losse kiezen bekend. Dit geslacht is waarschijnlijk het nauwste verwant aan onder andere Niviventer. De eerste twee soorten werden in 1993 beschreven; in 2004 werd een derde soort, W. ultimus, beschreven.
Het waren middelgrote ratten. Het foramen incisivum was lang, het interorbitale gebied juist smal. De knobbel t7 op de eerste twee bovenkiezen is niet groot. De knobbel t3 zit wel op de tweede, maar niet op de derde bovenkies. Op de eerste bovenkies zat nog een kleine knobbel. De eerste bovenkies heeft drie of vier wortels, de tweede vier en de derde twee of drie. Alle onderkiezen hebben twee wortels.

## Soorten
Er zijn drie soorten:
- Wushanomys brachyodus
- Wushanomys hypsodontus
- Wushanomys ultimus

Allorattus · 
Antemus · 
Anthracomys · 
Beremendimys · 
Castillomys · 
Castromys · 
Chardinomys · 
Dilatomys · 
Euryotomys · 
Hansdebruijnia · 
Hooijeromys · 
Huaxiamys · 
Huerzelerimys · 
Kritimys · 
Leilaomys · 
Linomys ·
Orientalomys · 
Paraethomys · 
Parapelomys · 
Parapodemus · 
Progonomys · 
Prohadromys · 
Qianomys · 
Ratchaburimys · 
Rhagamys · 
Rhagapodemus · 
Saidomys · 
Sinapodemus · 
Stephanomys · 
Wushanomys · 
Yunomys
Soorten met onduidelijke verwantschappen:
Karnimata huxleyi · 
Karnimata inflata · 
Karnimata intermedia · 
Karnimata minima · 
Mastomys colberti · 
Mus hipparionum · 
Progonomys debruijni